# Капеллен (станція)
Капеллен (люксемб. Gare Capellen, фр. Gare de Capellen, нім. Bahnhof Capellen) — залізнична станція в комуні Мамер на південний захід від Люксембурга. Розташована на півдні Капеллена, неподалік від території NSPA, по автомобільній дорозі з Капеллена в Хольцем. Введена в експлуатацію у 1859 р.

## Пасажирські перевезення
На станції знаходиться будівля для пасажирів. Перехід з одної платформи на другу здійснюється через переїзд. На станції діє автоматизована система продажу квитків.
Капеллен обслуговується регіональними поїздами Regionalbunn (RB) на лінії 50 Люксембург — Клайнбеттінген — Арлон.
На станції знаходиться велосипедний парк (44 місця) та автостоянка для автомобілів (7 місць).

## Галерея

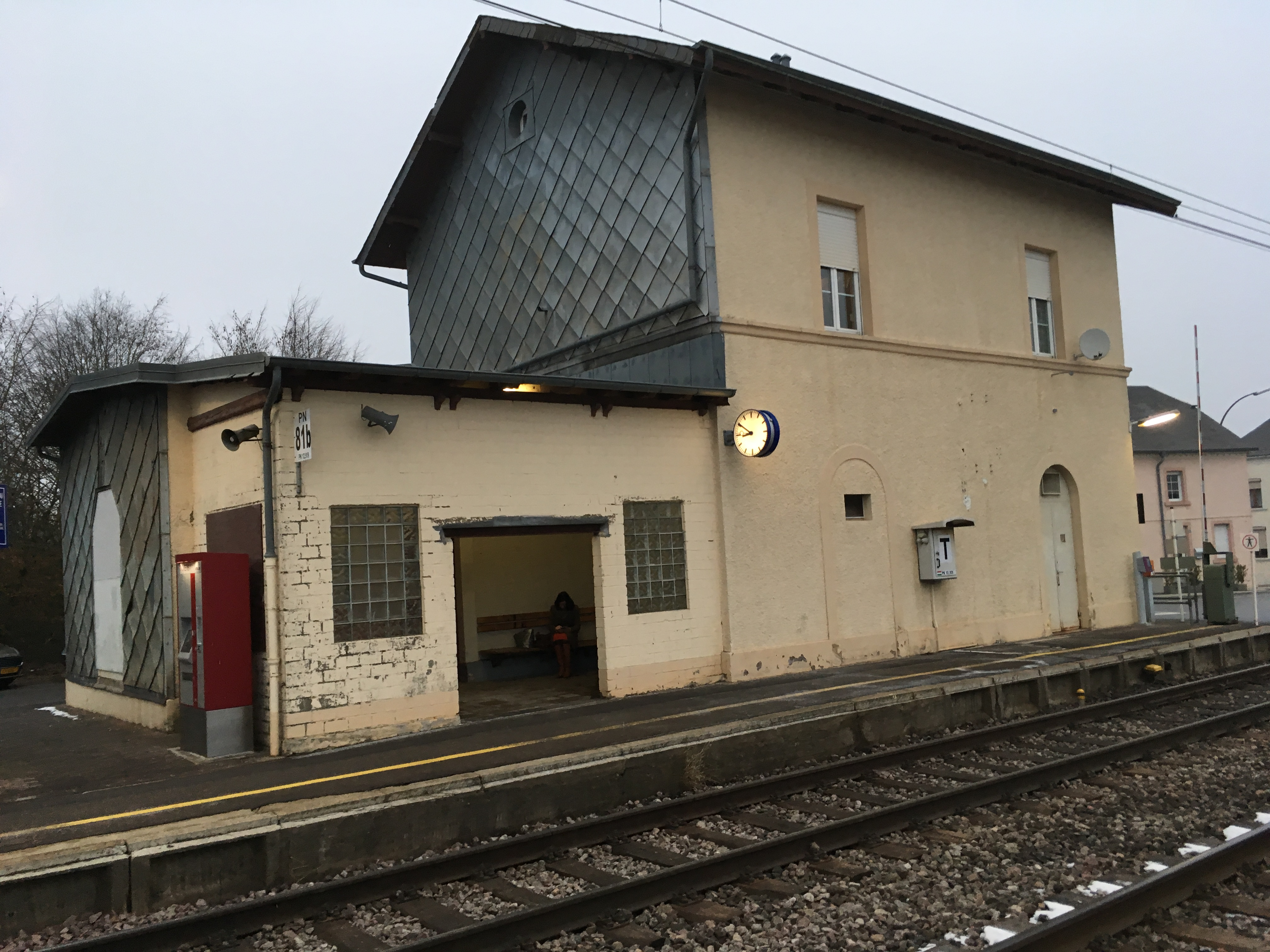
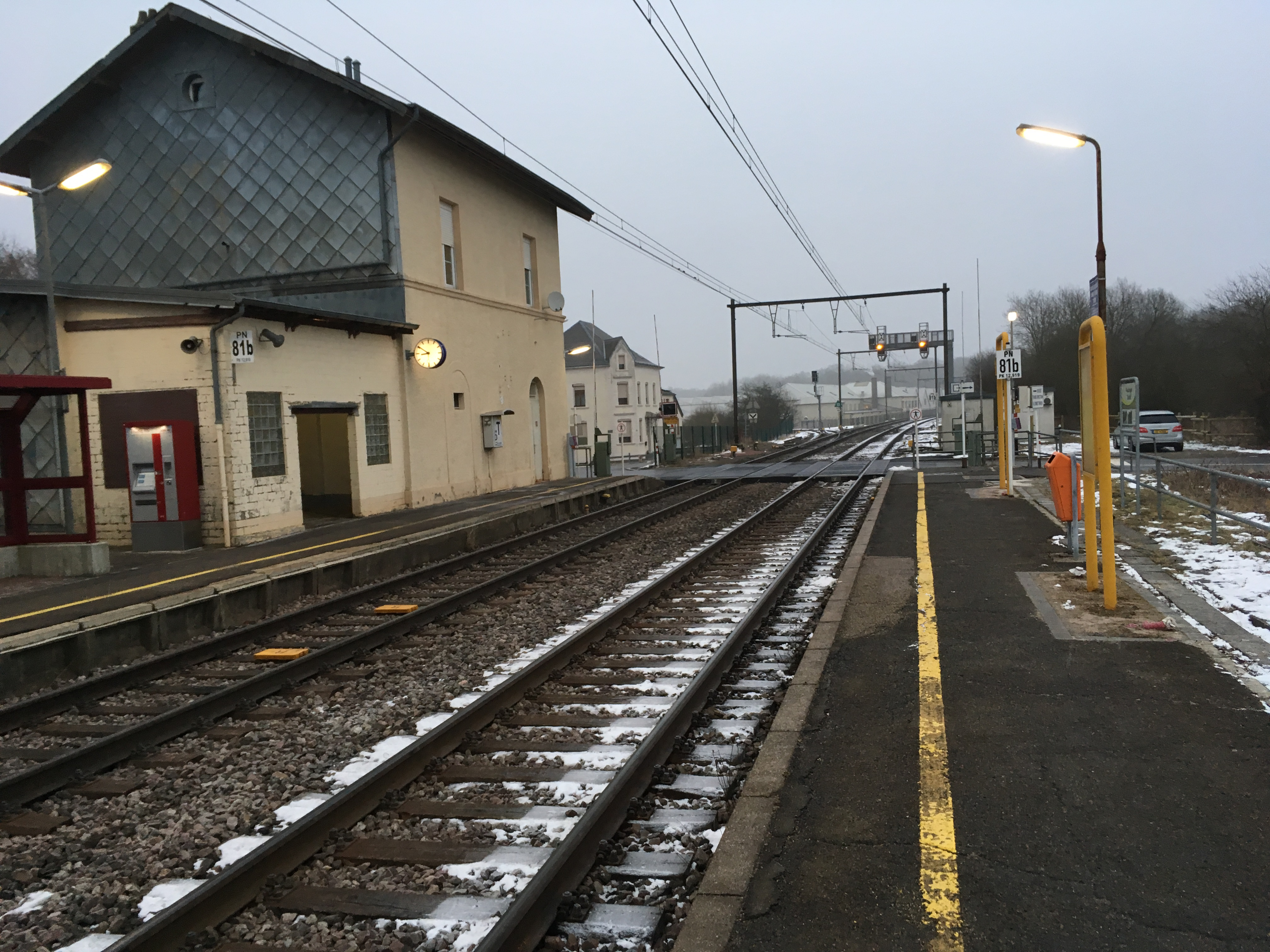
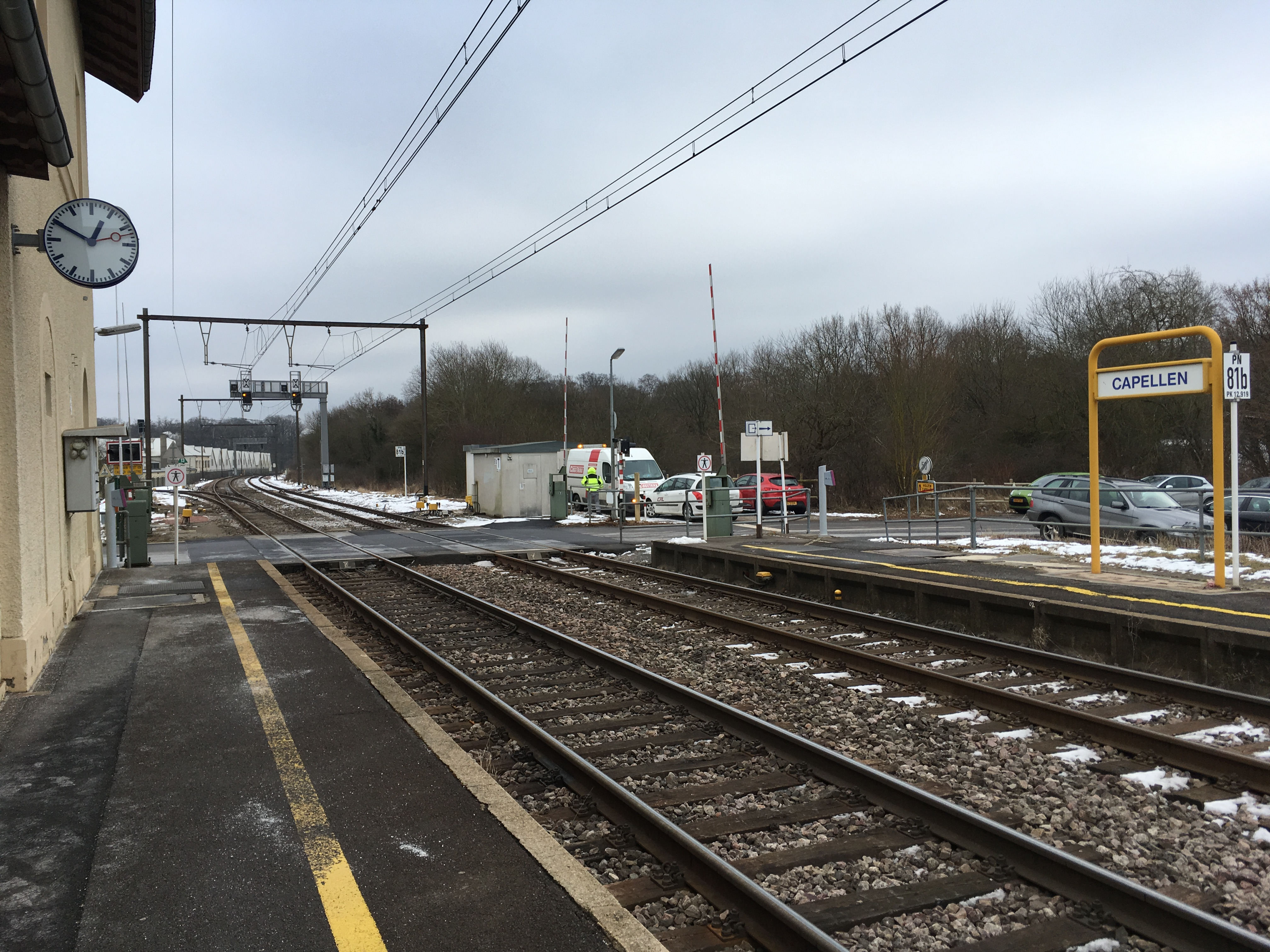
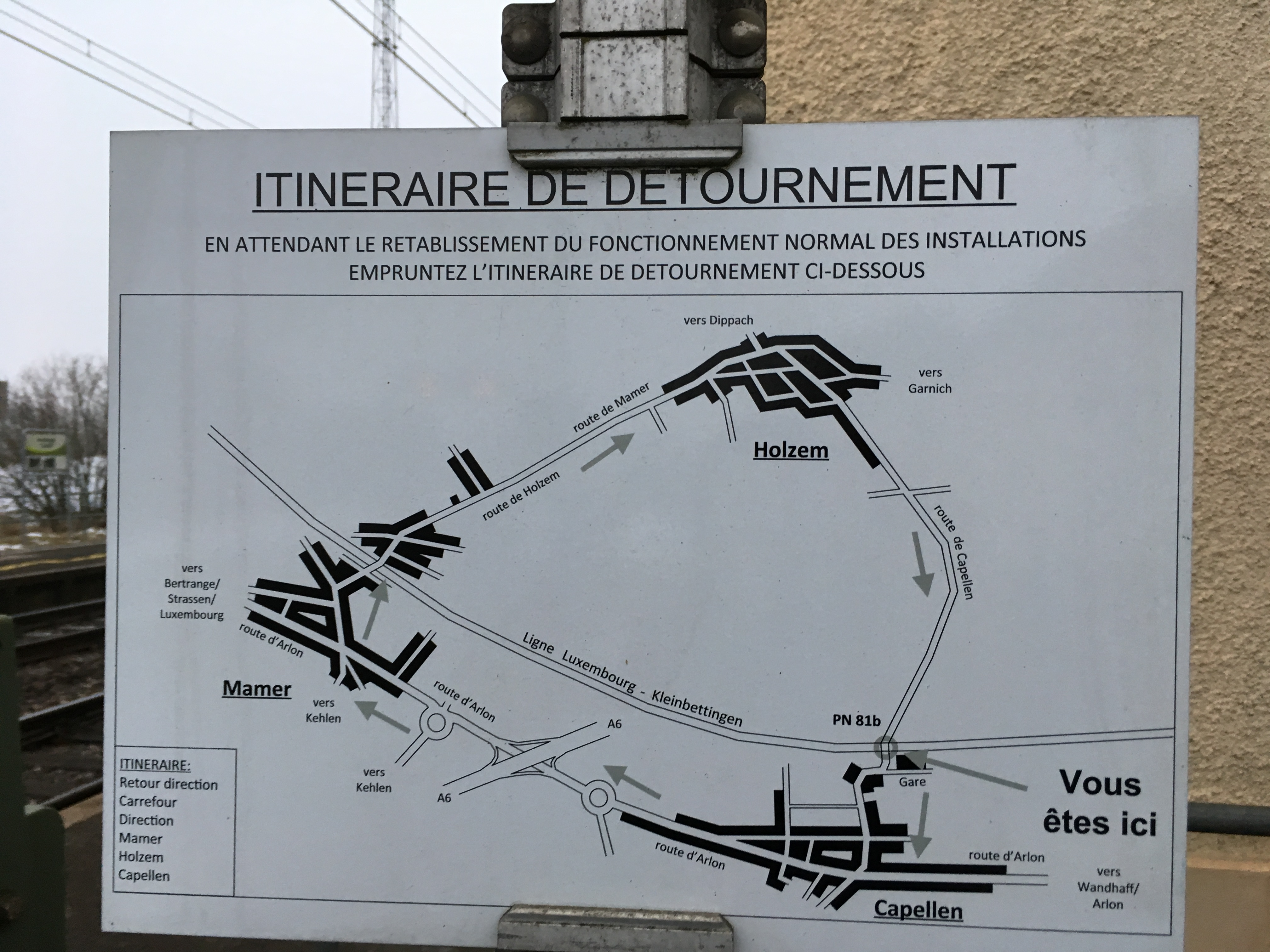